# 鄭州磨料磨具磨削研究所
鄭州磨料磨具磨削研究所，中國機械工業集團有限公司屬下機構，是在1958年當時以第一机械工业部第二局磨料磨具研究所筹备处成立，主要業務生產及研究金剛石、超硬材料制品、行业专用生产和检测设备等，現任董事長朱峰(企業家)。
1999年，被中國機械工業集團有限公司收購本集團，已被國務院批准。